# Агис из Аргоса
Агис (др.-греч. Άγις) — древнегреческий поэт в свите Александра Македонского.
Древнегреческий эпический поэт Агис из Аргоса упомянут в нескольких античных источниках. Арриан и Квинт Курций Руф относили его к группе придворных льстьцов Александра Македонского, которые внушали молодому и амбициозному царю идею о его божественном происхождении. В изложении Квинта Курция Руфа, Агис был среди прочих также ответственен за введение в македонском армии проскинезы — персидского обычая приветствовать царя падая ниц на землю.
Плутарх приводит историю, как Агис сравнил Александра с детьми Зевса Гераклом и Дионисом, когда тот сделал подарок придворному шуту. Агис отметил, что такое действие характерно для детей Зевса, которые также награждали своих шутов. Также, античный историк связывал трансформацию личности Александра с тем, что на место достойных соратников Каллисфена, Пармениона и Филота пришли льстьцы, среди которых был и Агис (в данном фрагменте Плутарх называет его Агесием).
Квинт Курций Руф также подчёркивал, что Агис был худшим сочинителем стихов после Херила. Такое сравнение даёт основание предположить, что Агис, как и Херил, написал эпическую поэму о походах Александра, однако сведений о таковой в античных источниках нет.